# ねずみ捕り

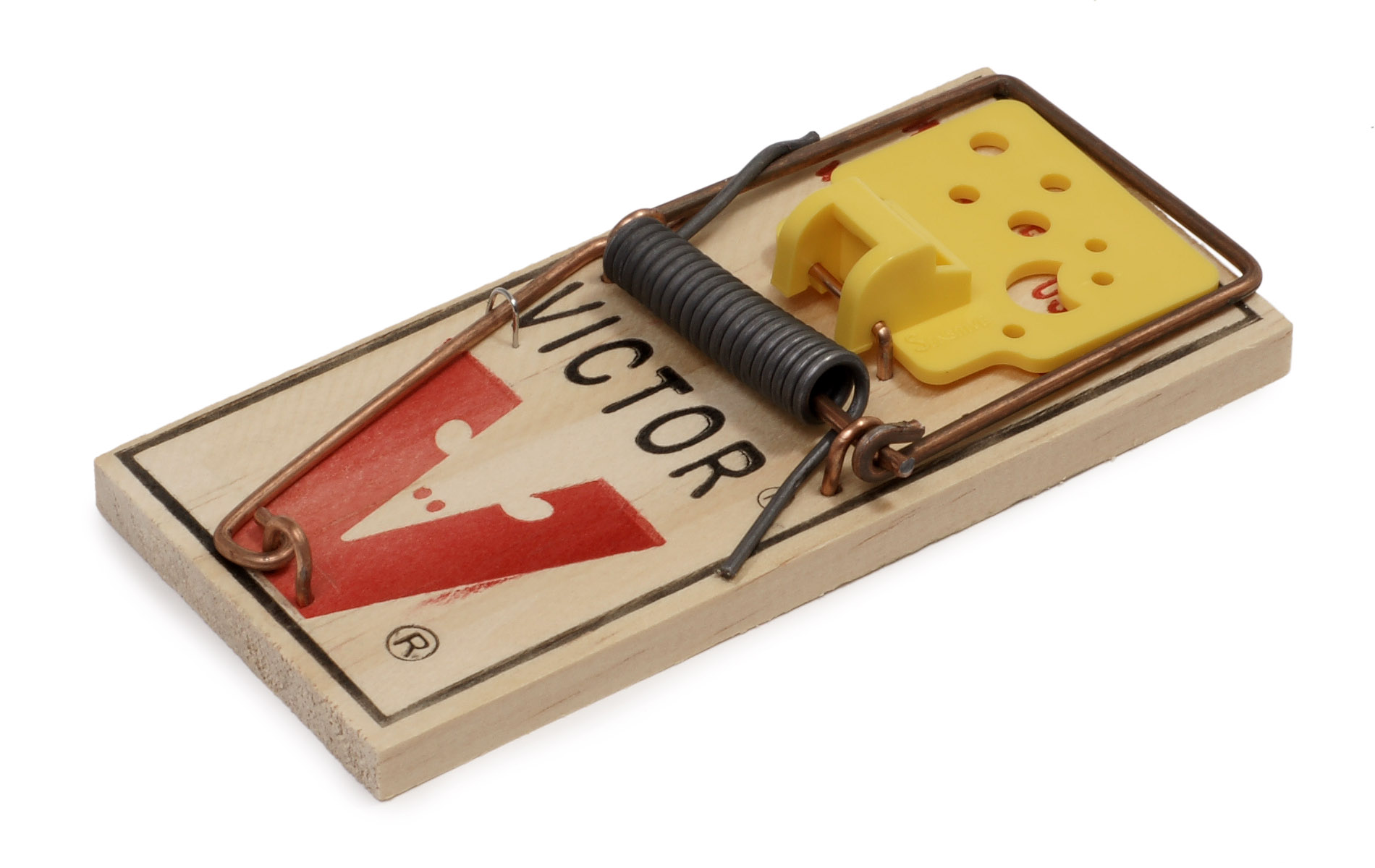
ばね式のネズミ捕り

ねずみ捕り（ねずみとり、英語: mousetrap）とは、ネズミを捕獲・駆除するための罠の総称。ネズミは病原菌を媒介し家財などに被害を及ぼすため、捕獲・駆除の対象となる。物理的にネズミを捕獲する捕鼠器と化学的な薬品を用いる殺鼠剤に分かれる。

## 捕獲・駆除の手法

### 捕鼠器

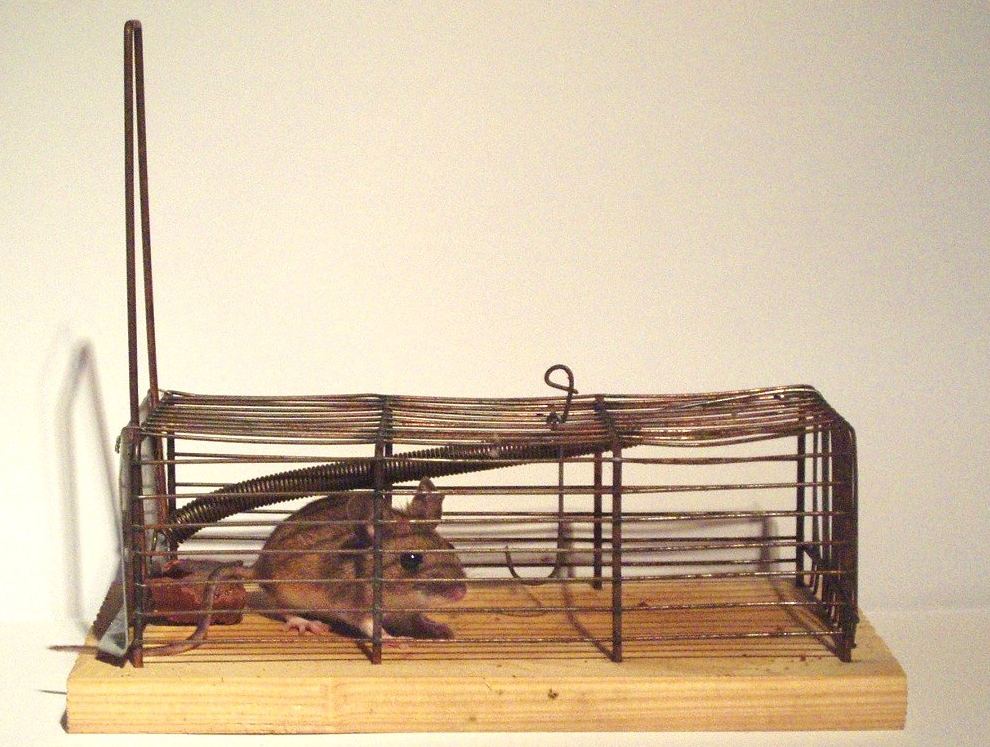
罠（ねずみ捕り器）に掛かったネズミ

機械式のねずみ捕り器は、ばね式になっているものが多い。この罠の中央部におびき寄せるための残飯を置いて、ネズミの通りそうな場所に設置する。食品に気づいたネズミが食べようとして罠に触れると、ばねが動いて捕獲する。
画像（右）のようにオリ状になったものや、木板にばねを取り付けただけの物や、粘着テープ式もある。

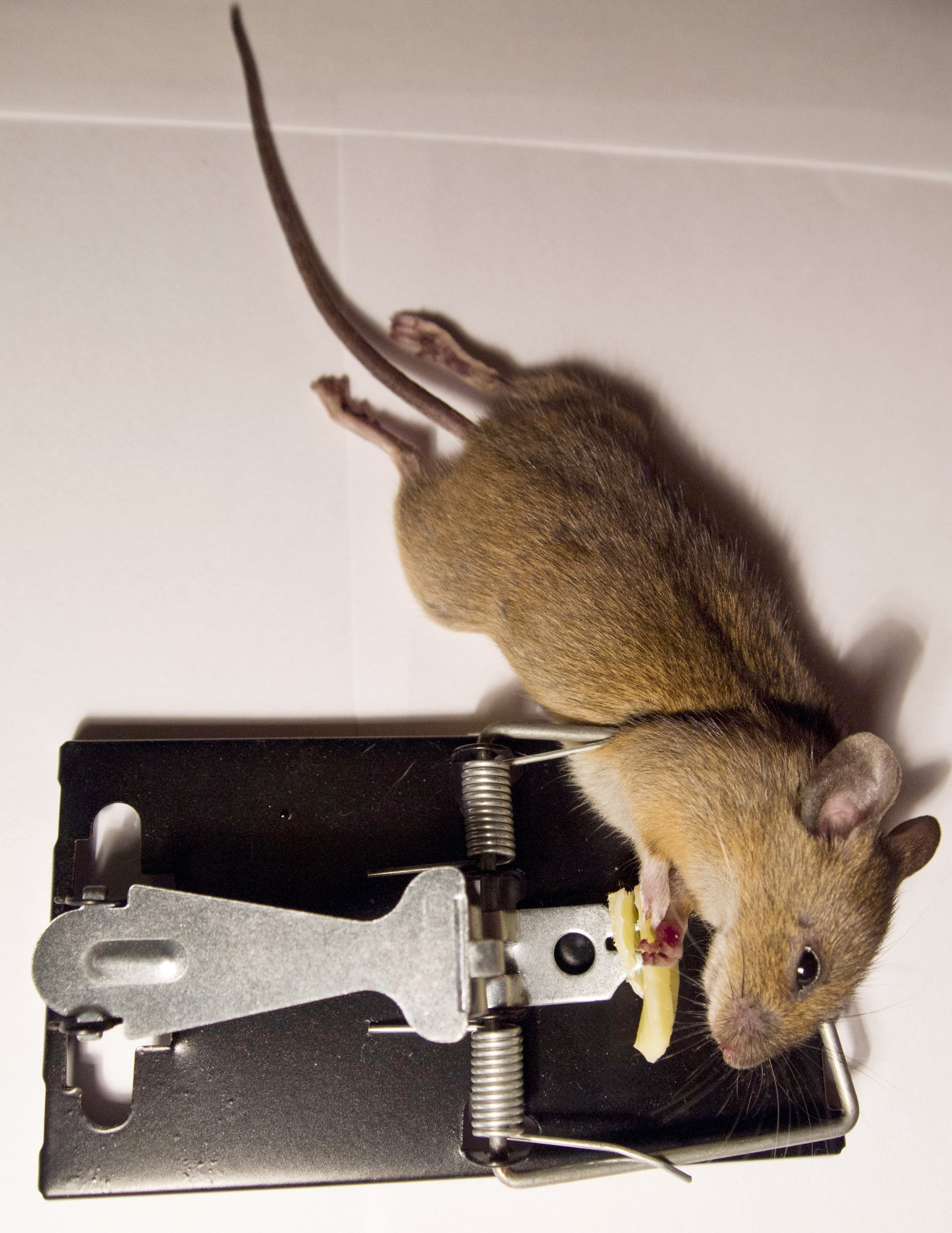
捕獲されたネズミ
餌だけ食べるネズミ

### 殺鼠剤
一度の食餌で致死する急性毒剤と徐々に蓄積する累積毒剤があるが、毒性が強く幼児・愛玩動物・家畜が誤食する危険性があるため、後者を用いるのが一般的。また用途上から見ると、家ネズミ用（薬事法による法規制）と野ネズミ用（農薬取締法による）に分かれており、成分・販売・取り扱いに規定があるほか、目的外利用を禁止している（例 農業用殺鼠剤の家庭での利用）。
江戸時代には猛毒のヒ素を含む砒石すなわち硫砒鉄鉱（ヒ酸鉛を成分とするミメット鉱とも）を焼成して製造した亜ヒ酸を主成分とする「石見銀山ねずみ捕り」または「石見銀山」「猫いらず」が使われていた（実際は「笹ヶ谷鉱山」産だが、販売戦略上知名度の高い石見銀山が用いられたため、一部混乱が生じている。猛毒のため現在は使用されず）。

### 猫

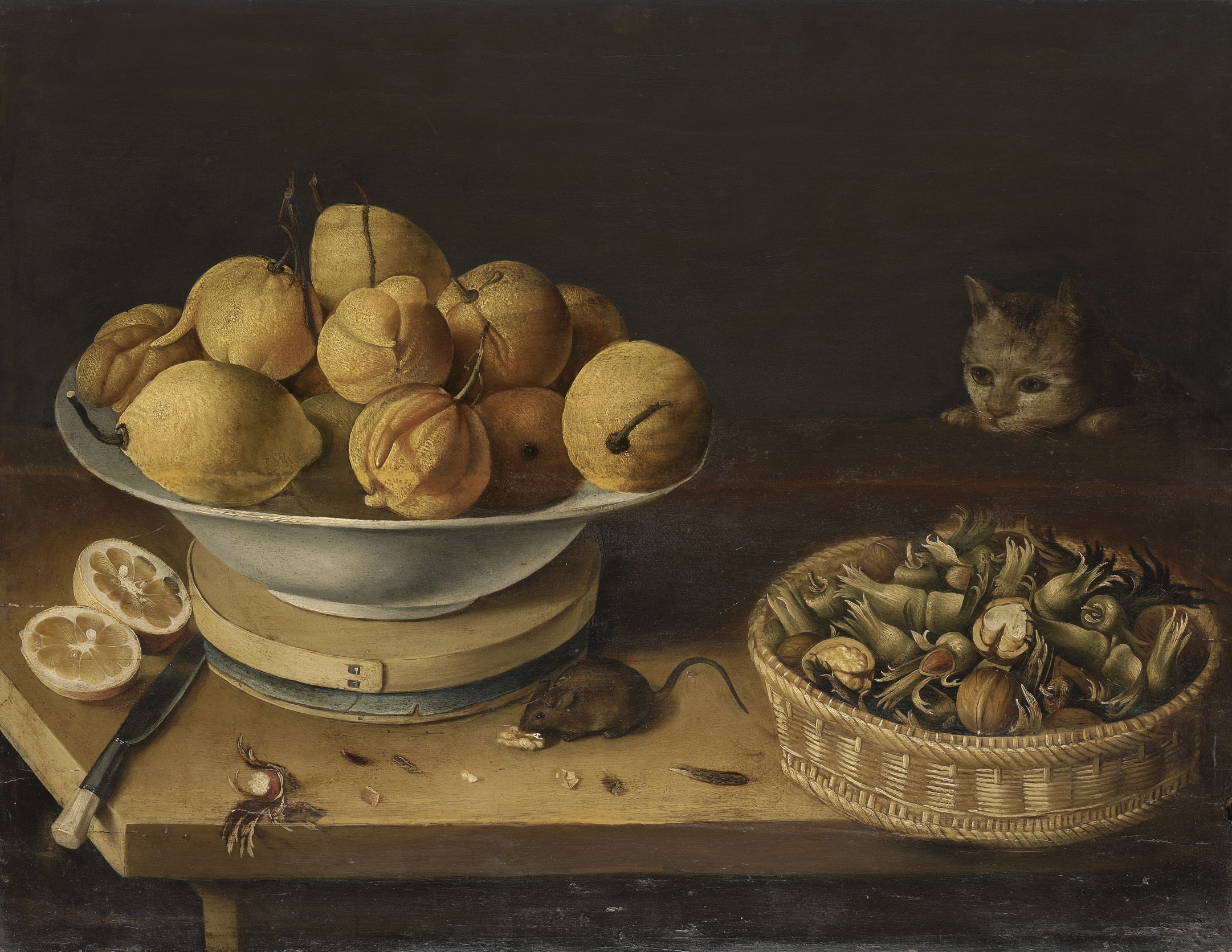
テーブル上のねずみを見つめる猫

かつては勝手にねずみを捕獲してくれるため、ペット兼ねずみ捕りとして猫を飼っていることが多かったが、殺鼠剤などの一般化によりねずみ捕り目的で飼うことは少なくなった。
田代島のように養蚕が行われていた地域では、カイコの天敵であるネズミを駆除してくれる猫を大切にする風習が残っている。
イギリスの首相が住む官邸のあるダウニング街10番地では伝統的な習慣として、首相官邸ネズミ捕獲長という身分の猫を飼っている。また、イギリス外務省にも「ネズミ取り長官」という身分を持つ猫の「パーマストン」がいる。

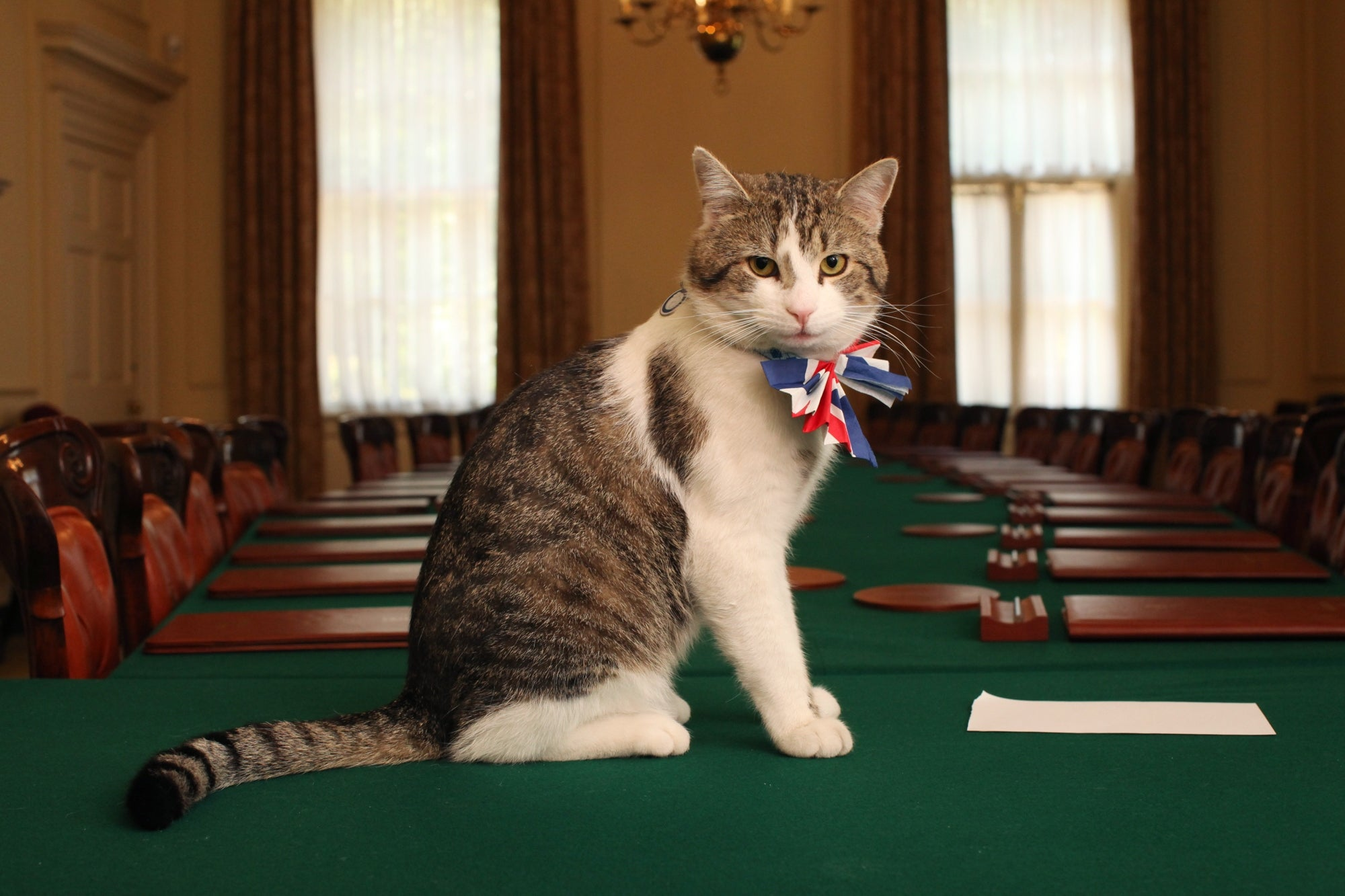
首相官邸ネズミ捕獲長のラリー
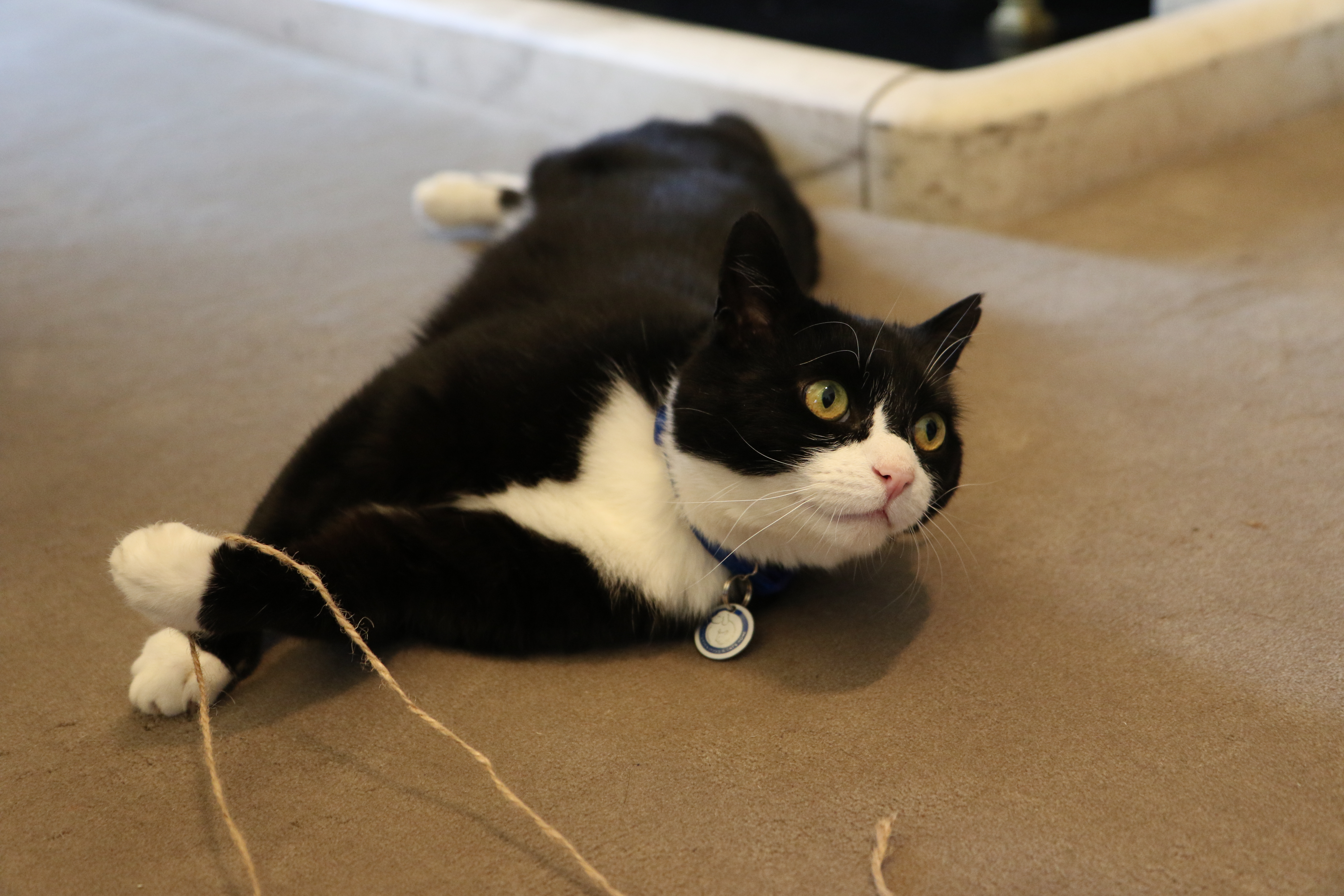
イギリス外務省ネズミ取り長官のパーマストン

## 派生

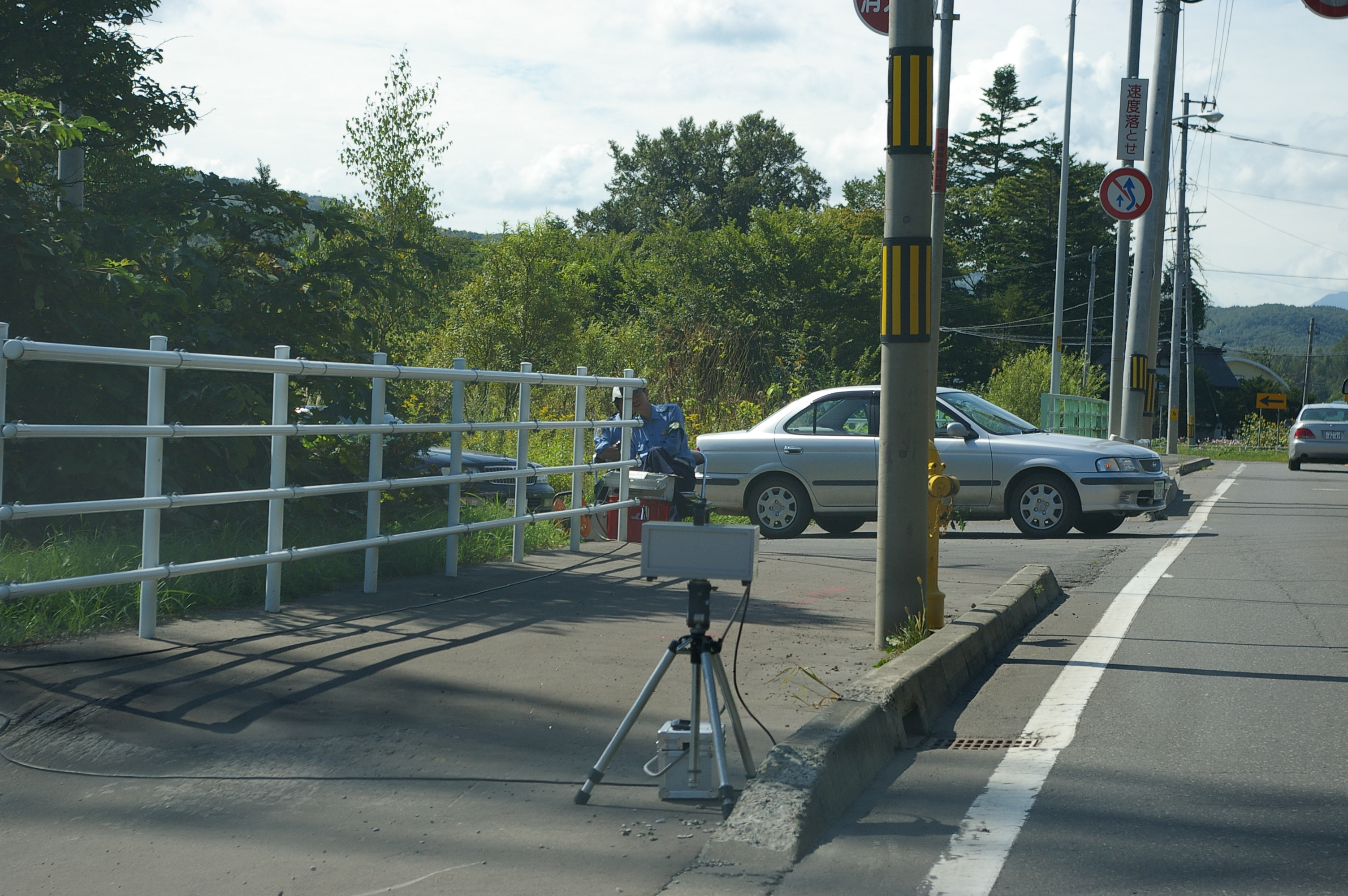
交通取り締まりの様子

「エサ（速度の出やすい路線）を使って罠を張る（物陰に隠れて速度測定）」の意味から、警察による交通取り締まりの俗称にもなっている。サイン会とも呼ばれる。
関節遊離体(関節鼠)を手術して取ることを『ネズミとり』と呼ぶ場合がある。

## その他
ギネス世界記録認定種目としては「1分間にねずみ捕りを舌に挟んだ回数」という種目がある。